# Наша людина в Сан-Ремо
«Наша людина в Сан-Ремо» (рос. «Наш человек в Сан-Ремо») — білоруський радянський художній фільм 1990 року режисера Олександра Єфремова, музична комедійна версія казки про Попелюшку.

## Сюжет
Двоє друзів — один з сибірського будівництва, інший афганець, що виписався з госпіталю — їдуть відпочити до моря на південь. В провінційному ресторані один з них знайомиться, як йому здається, з талановитою співачкою Танею. Він вирішує зробити з неї зірку естради і лауреата всесоюзного і міжнародного конкурсів…

## У ролях
- Тетяна Скороходова
- Андрій Соколов
- Сергій Шкаліков
- Євген Стеблов
- Ігор Волчек
- Олег Нестеров
- Сергій Шустицький

## Творча група
- Сценарій: Сергій Бодров, Анатолій Усов
- Режисер: Олександр Єфремов
- Оператор: Сергій Зубик
- Композитор: Андрій Леденьов, Олег Нестеров